# Hypodacne punctata
Hypodacne punctata är en skalbaggsart som beskrevs av Leconte 1875. Hypodacne punctata ingår i släktet Hypodacne och familjen gångbaggar. Inga underarter finns listade i Catalogue of Life.